# Peter Pan y los piratas
Peter Pan  & the Pirates (Peter Pan y los piratas en español) es una serie de animación norteamericana producida por Fox Kids transmitida en 1990 como parte del bloque "20th Century Fox Television". La propiedad de la serie pasó a Disney en 2001 cuando Disney adquirió Fox Kids Worldwide.

## Argumento
La serie de la televisión se centra tanto en los piratas como en Peter Pan. El Capitán Garfio y Sr. Smee son tradicionalmente los únicos piratas que reciben algo de atención en la historia, pero aquí, los otros miembros del equipo del  Jolly Roger (Robert Mullins, Alf Mason, Gentleman Jim Starkey, Billy Jukes, y Cookson) tienen personalidades y se desarrollan distintos caracteres. También se les dedicó atención a los nativos americanos, que fueron apareciendo a menudo en el programa.
En un episodio se presenta a la hija de Wendy, Jane (quien aparece al final de la obra original Peter y Wendy). Jane, desde el futuro, visita el País de Nunca Jamás. Al final del episodio, Wendy es se muestra un poco triste porque se da cuenta de que la visita de su hija significa que un día dejara Nunca Jamás y crecerá.

## Producción
Fox le dio a la serie el título de Peter Pan y los piratas, para acentuar el hecho de que esto era una producción independiente y distinta a la animación de Disney, sin relación alguna con esta película o con otras encarnaciones anteriores de los medios de Peter Pan.
The Nostalgia Critic puso Peter y los piratas de Fox en la posición #10 en su Top 11 Animated Nostalgic Tv Shows.

## Personajes

### Personajes principales
- Peter Pan: Es el protagonista principal de la serie. Su cabello es castaño oscuro y lleva una cola de caballo. El Peter de esta versión viste un traje color marrón oscuro, lo que lo distingue de las otras versiones.
- Wendy Darling: Una muchacha de once años. Tiene pelo corto y negro, y lleva un vestido rosado y una corona hecha de flores. Es la hermana mayor de John y Michael Darling.
- John Darling: Un chico de ocho años, hermano mayor de Michael, y hermano menor de Wendy. Tiene pelo castaño claro y lleva un sombrero de copa.
- Michael Darling: Un niño de cuatro años, hermano menor de Wendy y John. Tiene pelo castaño con rizos y lleva un pijama de color celeste.
- Campanilla o Campanita: hada pelirroja  amiga de Peter. Ella es a menudo la más práctica de los dos y está siempre dispuesta a ayudarle a él y a los otros.

### Niños perdidos
- Slightly: un muchacho perdido rubio que utiliza constantemente la palabra «levemente» en sus oraciones.
- Nibs
- Los gemelos: dos muchachos no del todo idénticos. Se les conoce como el gemelo bajo y el gemelo y alto y también se difierencian en el color del pelo
- Curly: Un muchacho perdido hispano.
- Tootles: el más joven de los muchachos perdidos.

### Villanos
- Capitán Garfio: el antagonista principal de la serie, y líder de los piratas.
- Sr. Smee: habla con un acento irlandés.
- Robert Mullins: un miembro del equipo de Garfio, de Brooklyn.
- Cookson: el cocinero de la nave.
- Alf Mason: el carpintero
- Ignacio Starkey: el primer oficial de Garfio
- Billy Jukes:el pirata más joven de la nave y el artillero
- El rey del hielo: un bandido con control sobre el hielo.

### Indios
- Gran Pequeña Pantera: padre de Tigrilla y Duro de Golpear.
- Tigrilla: hija de Gran Pequeña Pantera.
- Duro de Golpear: hermano menor de Tigrilla e hijo de Gran Pequeña Pantera.
- Niña de la Luna: una muchacha rubia vestida de turquesa que se ocupa de traer la noche reemplazando al sol.
- Jane: hija de Wendy en el futuro.

## Reparto

### Reparto original
- Jason Marsden como Peter Pan.
- Debi Derryberry como Campanilla.
- Christina Lange como Wendy Darling.
- Jack Lynch como Juan Darling.
- Whitby Hertford como Miguel Darling.
- Scott Menville como Slightly.
- Adam Carl como Nibs.
- Josh Keaton como Curly.
- Aaron Lohr como Gemelo Alto y Duro de Golpear
- Michael Bacall como Gemelo Bajo.
- Chris M. Allport como Tootles.
- Tim Curry como Capitán Garfio.
- Ed Gilbert como Sr. Smee
- Jack Angel como Robert Mullins y Cookson.
- Tony Jay como Alf Mason.
- David Shaughnessey como Ignacio Starkey.
- Eugene Williams como Billy Jukes.
- Michael Wise como Gran Pequeña Pantera.
- Cree Summer como Tigrilla.
- Kath Soucie como Niña de la Luna.
- Cathy Cavadini como Cecilia.

### Reparto de doblaje al español
Hispanoamérica
- Alan Miró y René García como Peter Pan.
- Elena Ramírez como Campanita.
- Queta Calderón como Wendy Darling.
- Víctor Ugarte como Juan Darling.
- Xóchitl Ugarte como Miguel Darling.
- Gustavo Carrillo como Pajarillo.
- Gustavo Bocardo como Rizos, Billy Jukes.
- Alejandra Vegar como Tootles, Chica de la Luna.
- Rolando de Castro como Capitán Garfio, Gran Pequeña Pantera.
- Jorge Fink como Sr. Smee
- Antonio Monsell como Robert Mullins y Capitán Parche.
- Bardo Miranda como Cookson.
- Eduardo Fonseca como Alf Mason.
- Herman López como Ignacio Starkey.
- Benjamín Rivera como un joven pirata.
- Rebeca Patiño y Alejandra Vegar como Tigresa Lily.
- Arturo Mercado Jr. como Gemelo bajo.
- Gerardo Vásquez como Olog.
- Ángel Casarín como Rey Oberon.
- Queta Leonel como Reina Georgiana.
- Arturo Mercado Jr. y René García como Duro de Golpear.
- Cecilia Airol como Chica de la luna.
- Socorro de la Campa y Alejandra Vegar como Sirenas.
- Irma Carmona como Cecilia.

España
- Roger Pera como Peter Pan
- Miguel Ángel Jenner como Capitán Garfio
- Ana Pallejá como Campanilla
- Luisita Soler como Michael
- Antonio Crespo como Smee
- Margarita Ponce como Nibs
- María Moscardó como Tootles
- Joan Pera como Starkey
- Ángel de Gracia como Bill Jukes
- Albert Socías como Alf Mason
- Carles Canut como Django
- VicenÇ Manel Domènech como Aldebaran